# Rhabderemia fascicularis
Rhabderemia fascicularis är en svampdjursart som beskrevs av Topsent 1927. Rhabderemia fascicularis ingår i släktet Rhabderemia och familjen Rhabderemiidae. Inga underarter finns listade i Catalogue of Life.